# Елизабетон (Тенеси)
Елизабетон (енгл. Elizabethton) град је у америчкој савезној држави Тенеси.

## Демографија
По попису из 2010. године број становника је 14.176, што је 804 (6,0%) становника више него 2000. године.
| Група             | 2000.          | 2010.          |
| Белци             | 12.664 (94,7%) | 13.148 (92,7%) |
| Афроамериканци    | 330 (2,5%)     | 440 (3,1%)     |
| Азијати           | 73 (0,5%)      | 90 (0,6%)      |
| Хиспаноамериканци | 158 (1,2%)     | 281 (2,0%)     |
| Укупно            | 13.372         | 14.176         |